# 长坪站
長坪站（韓語：장평역）是朝鮮民主主義人民共和國咸镜北道金策市的一個鐵路車站，属于平罗线。

## 邻近车站
平罗线
金策站 - 長坪站 - 鹤城站